# Auteurská teorie

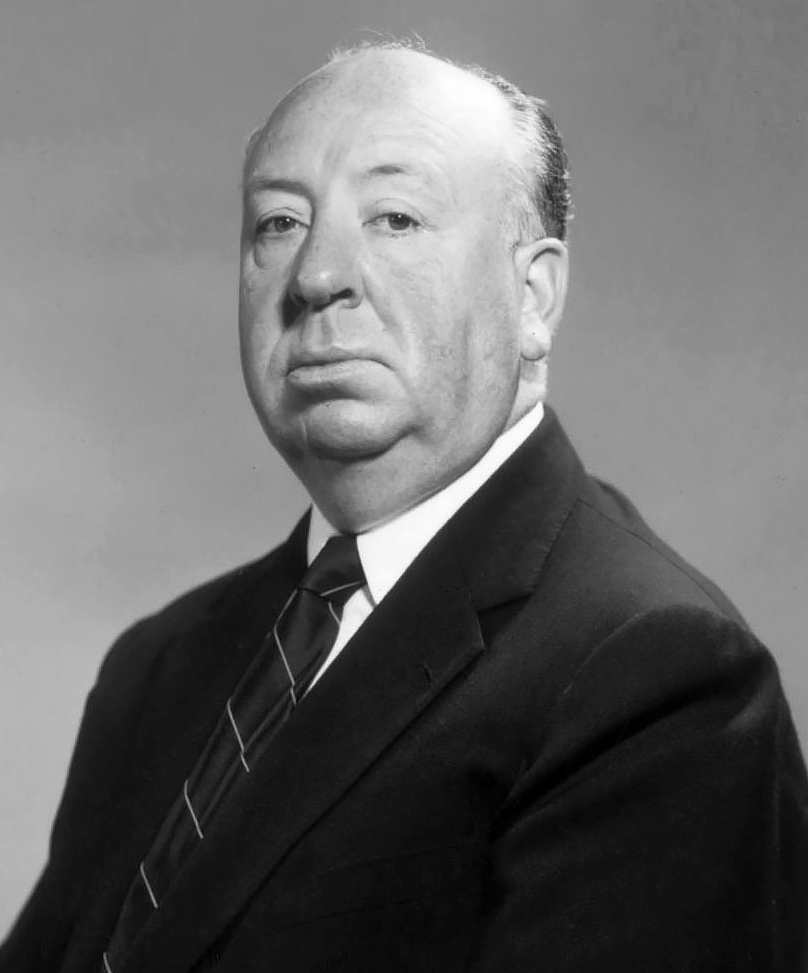
Propagační fotografie Alfreda Hitchcocka

Jako auteurská teorie se označuje specifický přístup k filmu, který předpokládá, že filmy autorského tvůrce reflektují jeho osobité umělecké vize, jako by tedy režisér byl primární auteur (francouzský výraz pro autora) filmu. Auteurská teorie se uplatňuje ve filmové kritice od poloviny 50. let minulého století, přičemž tento specifický autorský přístup k filmu byl původně asociován s Francouzskou novou vlnou a filmovým časopisem Cahiers du Cinéma. V Americe byla auteurská teorie rozvinuta o několik let později, hlavním propagátorem teorie ve Spojených státech byl Andrew Sarris, filmový kritik časopisu The Village Voice. Skutečnost, že z právního hlediska je film nahlížen jako umělecké dílo, přičemž režisér je považován za autora nebo jednoho z autorů filmu a jako takový je apriorním držitelem autorských práv, je převážně výsledkem vlivu právě auteurské teorie.

## Původ
Auteurská teorie byla rozvedena skupinou filmových kritiků, budoucích představitelů Francouzské nové vlny, kteří psali pro francouzský časopis Cahiers du Cinéma. Claude Chabrol, Éric Rohmer, Jean-Luc Godard, François Truffaut a Jacques Rivette psali o prominentních filmařích, jako byli Akira Kurosawa, Satjádžit Ráj, Alfred Hitchcock, Howard Hawks a Jean Renoir, jako o absolutních autorech svých filmů. Vichistická vláda za nacistické okupace Francie zakázala promítání amerických filmů, jako např. snímků Maltézský sokol (1941) nebo Občan Kane (1941). V roce 1946, když francouzští filmoví kritici mohli konečně vidět tyto americké filmy z první poloviny 40. let, tak jimi byli nadšeni a mnoho z těchto filmů inspirovalo vznik auteurské teorie. O rozšíření auteurské teorie ve filmové kritice se významnou měrou zasloužil filmový kritik a teoretik André Bazin, který ovšem později ve svém článku „O Auteurské teorii“ (Cahiers du Cinema, č. 70, 1957) vyjádřil znepokojení nad tím, že tato teorie přiznává režisérům až příliš individuálního autorství jejich filmů.

## Auteurská teorie
Ve své slavné eseji z roku 1954 „Jistá tendence francouzského filmu“ Francois Truffaut poprvé použil frázi „politika autorů“. Přičemž ona „politika“ označuje určitý způsob, jakým se dívat na filmy a následně je hodnotit. Tedy nahlížet na režiséry, kteří užívají osobitý styl či specifický mód narace jako na „auteury“. Truffaut termín „politika autorů“ vtipně vystihl v následujícím citátu: „Nejhorší film Jeana Renoira bude vždy více zajímavým než nejlepší film Jeana Delannoya.“
Truffaut tímto článkem kritizoval tzv. „tradici kvality“, filmový proud ve francouzské kinematografii, jež jako námětu často využíval klasických literárních děl. Tvrdil, že tyto filmy byly filmy scenáristické, naprosto neinvenční a neoriginální po režijní stránce. Podle Truffauta tedy byl režisér těchto filmů pouhým inscenátorem a realizátorem scénáře. Truffaut k tomu provokativně řekl: „Nejsou žádné dobré nebo špatné filmy, jenom dobří nebo špatní režiséři.“
Truffautův článek však kritizoval hlavně scenáristy, kteří podle něj často zjednodušovali a mrzačili mnoho velkých děl francouzské literatury. Truffaut použil termínu „auteur“ pro režiséry jako Jean Renoir, Max Ophüls, Jacques Tati a Robert Bresson, kteří, kromě toho, že rozvíjeli svůj specifický styl, také psali scénáře svých filmů nebo na nich alespoň spolupracovali.
Auteurská teorie předpokládá, že dobrý režisér (a mnoho špatných) rozvíjí určitý osobitý styl nebo se zaměřuje na nějaká specifická témata a že tedy režisérův umělecký vliv je v jeho díle nepřehlédnutelný a nezaměnitelný. Filmoví kritici propagující auteurskou teorii oceňovali jednak ty režiséry, jejichž práce se vyznačovala specifickým vizuálním stylem (jako tomu bylo u Alfreda Hitchcocka) a jednak ty, jejichž vizuální styl byl sice méně výrazný, ale jejichž filmy reflektovaly nějaká konstantní témata (jako humanismus u Jeana Renoira). Truffaut a další kritici tedy rozlišovali mezi „auteury“ a „inscenátory“, přičemž ti druzí nebyli vnímáni jako podřadní režiséři, kteří natáčejí špatné filmy, nýbrž „pouze“ jako ti, kteří postrádají autorský podpis ve svém díle.

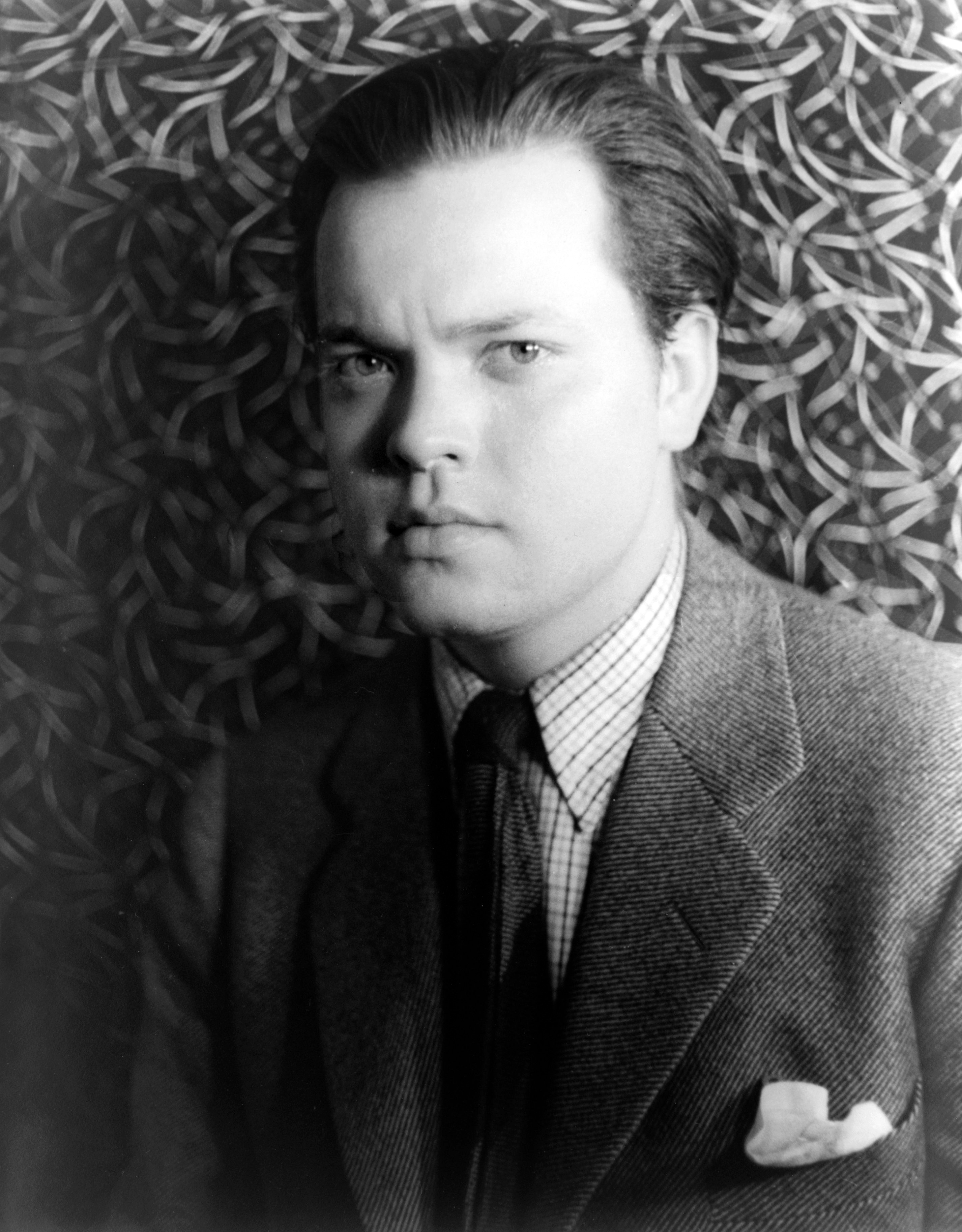
Orson Welles ve věku 21. let

## Vliv
Auteurská teorie byla v 60. letech využívána kritiky a režiséry Francouzské nové vlny jako ospravedlnění jejich velmi osobních a idiosynkratických filmů. V anglicky psané filmové kritice byl auteurský přístup adoptován na počátku 60. let. Ve Spojených státech teorii představil filmový kritik Andrew Sarris ve svojí eseji „Poznámky k auteurské teorii“ z roku 1962. V této eseji byl poprvé užit termín „auteurská teorie“. Sarris se stal hlavním propagátorem teorie v USA a později publikoval práci „American Cinema: Directors and Directions, 1929-1968“, která se stala neoficiální biblí „auteurismu“.
Jednou z ironií této teorie je to, že v období, kdy Truffaut psal svůj článek, došlo ke zhroucení Hollywoodského studiového systému, doprovázené nejistotou a konzervatismem v americkém filmu, což mělo za následek, že těch filmů, které Truffaut a ostatní mladí filmoví kritici obdivovali, zde následně vznikalo mnohem méně.

## Kritika
Počátkem 60. let někteří filmoví kritici začali kritizovat auteurskou teorii. Jedním z důvodů pro odmítnutí teorie je skutečnost, že natáčení filmů je kolektivní proces, na kterém tradičně spolupracuje velké množství lidí, zatímco teorie přiznává privilegovanou roli pouze jednomu člověku, režisérovi.
Mezi odpůrce teorie patřila například vlivná americká filmová kritička Pauline Kael, která ve svém článku o Občanu Kaneovi, u něhož auteurský přístup přiznává téměř veškeré kredity Orsonu Wellesovi, poukazuje na to, jak moc se na celkové podobě filmu podíleli scenárista Herman J. Mankiewicz a kameraman Gregg Toland.
Významní scenáristé, jako například Ernest Lehman a William Goldman, nesouhlasí s tím, že by režisér mohl být více autorem filmu než scenárista, zatímco filmový historik Aljean Harmetz poukazuje na kreativní roli producentů a vedoucích pracovníků v období Klasického Hollywoodu a dodává, že auteurská teorie se hroutí oproti realitě studiového systému. V roce 2006 David Kipen ve své knize „The Schreiber Theory: A Radical Rewrite of American Film History“ zavedl termín „schreiberovská teorie“ pro označení kritického přístupu, který považuje za hlavního autora filmu scenáristu, spíše než režiséra.